# Carmelitas de la Caridad de Vedruna
Las Hermanas Carmelitas de la Caridad de Vedruna son una congregación religiosa católica femenina de derecho pontificio, fundadas por la religiosa española Joaquina de Vedruna en Vich, el 26 de febrero de 1826. A las religiosas de este instituto se las conoce como carmelitas de la caridad o, más popularmente, como hermanas vedrunas, y posponen a sus nombres las siglas: C.C.V.

## Historia

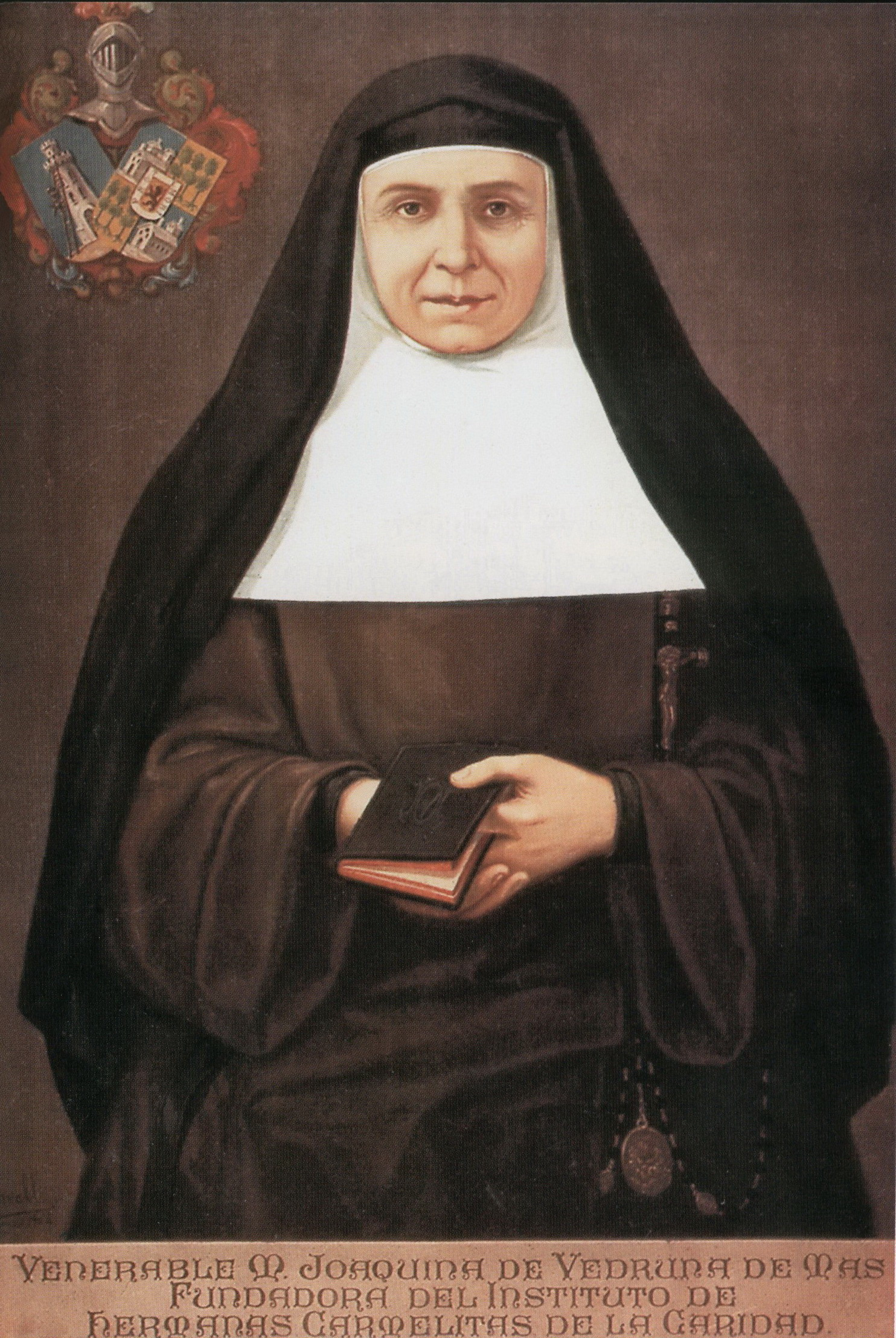
Joaquina de Vedruna (1783-1854), fundadora de la congregación.

Luego de enviudar y dedicarse a la educación de sus nueve hijos hasta que alcanzaran la edad de valerse por sí mismos, Joaquina de Vedruna hizo votos religiosos, el 6 de enero de 1826, con el ideal de fundar una congregación de religiosas dedicadas a la educación de la juventud y a la asistencia de los enfermos. Para su proyecto recibió la ayuda del religioso capuchino Stefano da Olot maturò y la aprobación del obispo de Vich, Pablo Corcuera. El día de la fundación fue el 26 de febrero de 1826 en la casa de la misma Vedruna en Vich, llamada el Manso Escorial. Entre los primeros directores espirituales del instituto destaca la figura de Antonio María Claret, quien se encargó de la revisión de las Constituciones.
A la muerte de la fundadora (1854), la congregación contaba con unas 150 religiosas y bajo el gobierno de la segunda superiora general, Paola Delpuig de San Luis, superaron las mil. El instituto se expandió primero por España y poco más tarde se fundaron casas en Argentina y en Chile.
Las Hermanas Carmelitas de la Caridad recibieron el pontificio decreto de alabanza el 25 de agosto de 1857, por medio del cual se constituyeron en una congregación religiosa de derecho pontificio. La aprobación pontificia definitiva les fue conferida por del papa Pío IX, el 14 de septiembre de 1860. El 20 de julio de 1880, fueron aprobadas sus Constituciones.

## Actividades y presencias
Las Vedruna se dedican especialmente a la educación cristiana de la juventud, en las escuelas y catequesis. Además desempeñan labores de asistencia hospitalaria y de inclusión social.
En 2015, la congregación contaba con unas 1821 religiosas y 246 casas, presentes en Albania, Argentina, Bolivia, Brasil, Chile, Colombia, Cuba, España, Estados Unidos, Filipinas, Gabón, Guinea Ecuatorial, Haití, India, Italia, Japón, Marruecos, Perú, Puerto Rico, República Dominicana, República Democrática del Congo, Togo, Uruguay y Venezuela. La casa general se encuentra en Roma y su actual superiora general es la religiosa María Inés García Casanova.
Hijos: Los hijos de Santa Joaquina son Inés, Ana, Jose Joaquín, Joaquina, Carlota y 4 más.

## Personajes ilustres
- Joaquina de Vedruna (1783-1854), santa, religiosa española fundadora de la congregación. Fue beatificada por el papa Pío XII en 1940 y canonizada por Juan XXIII en 1959.[5]
- Apolonia del Santísimo Sacramento (1867-1936), beata, religiosa española, superiora general de la congregación de 1925 hasta 1936, año en que fue martirizada durante la persecución religiosa en tiempos de la Guerra Civil de España, junto a otras 24 religiosas del mismo instituto. Apolonia fue beatificada por el papa Benedicto XVI el 28 de octubre de 2007,[6][7] sumándose a las otras 24, ya beatificadas por Juan Pablo II en 2001, cuyos nombres son: Elvira de la Natividad de Nuestra Señora, María de Nuestra Señora de la Providencia, María Desamparados del Santísimo Sacramento, Teresa de la Divina Pastora, Águeda de Nuestra Señora de las Virtudes, María Dolores de San Francisco Javier, María de las Nieves de la Santísima Trinidad, Rosa de Nuestra Señora del Buen Consejo, Francisca de Santa Teresa, Niceta de San Prudencio, Antonia de San Timoteo, Paula de Santa Anastasia, Daría de Santa Sofía, Erundina de Nuestra Señora del Monte Carmelo, María Consuelo del Santísimo Sacramento, María Concepción de San Ignacio, Feliciana de Nuestra Señora del Monte Carmelo, Concepción de Santa Magdalena, Justa de la Inmaculada, Clara de Nuestra Señora de la Esperanza, Cándida de Nuestra Señora de los Ángeles, María de la Purificación de San José, María Josefa de Santa Sofía y Ascensión de San José de Calasanz.[8]